# Brokig enbärfis
Brokig enbärfis (Cyphostethus tristriatus) är en insektsart som först beskrevs av Fabricius 1787. Brokig enbärfis ingår i släktet Cyphostethus, och familjen kölskinnbaggar. Brokig enbärfis livnär sig traditionellt på Enbär.   Arten är reproducerande i Sverige.

## Bildgalleri

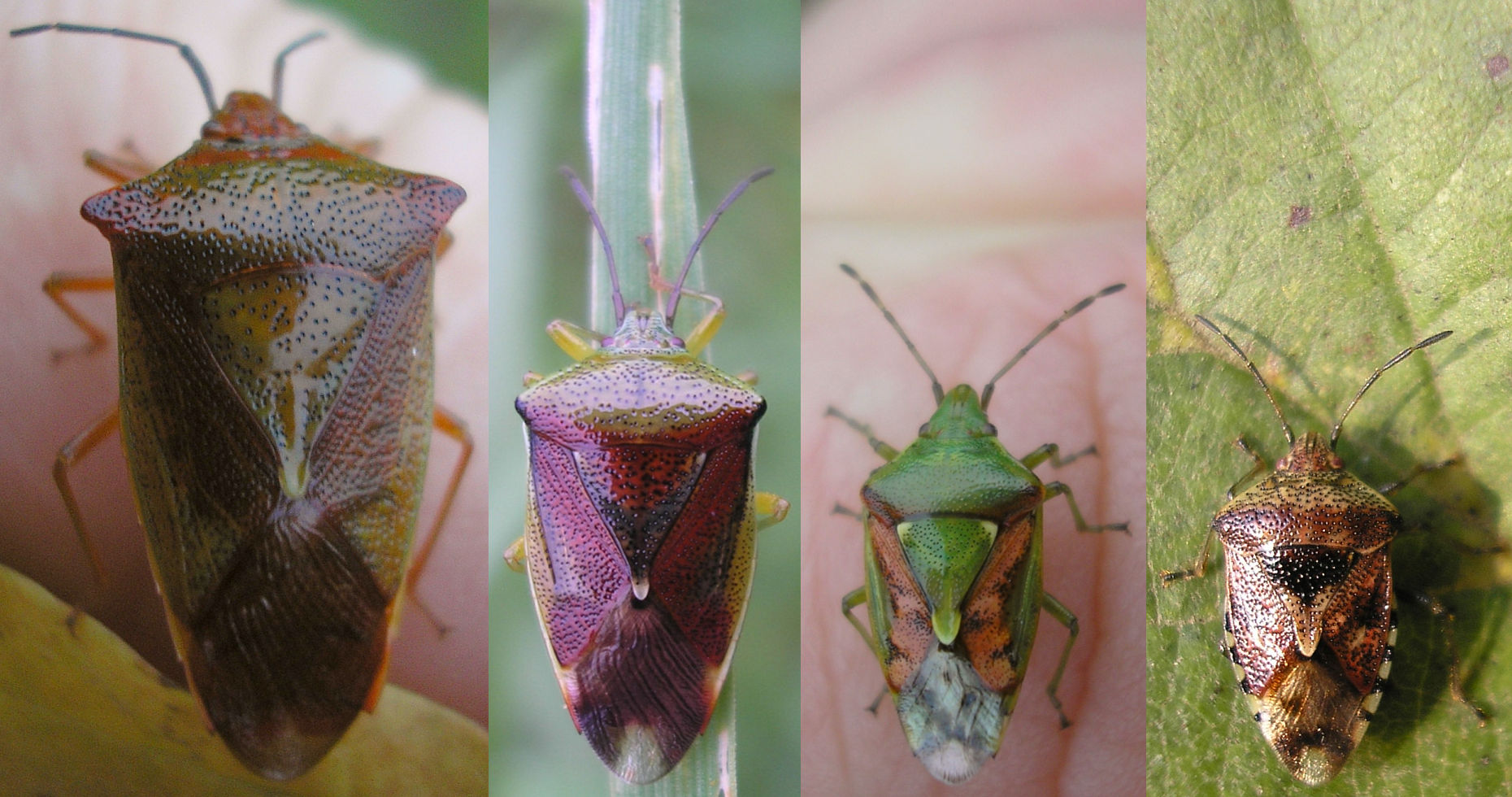
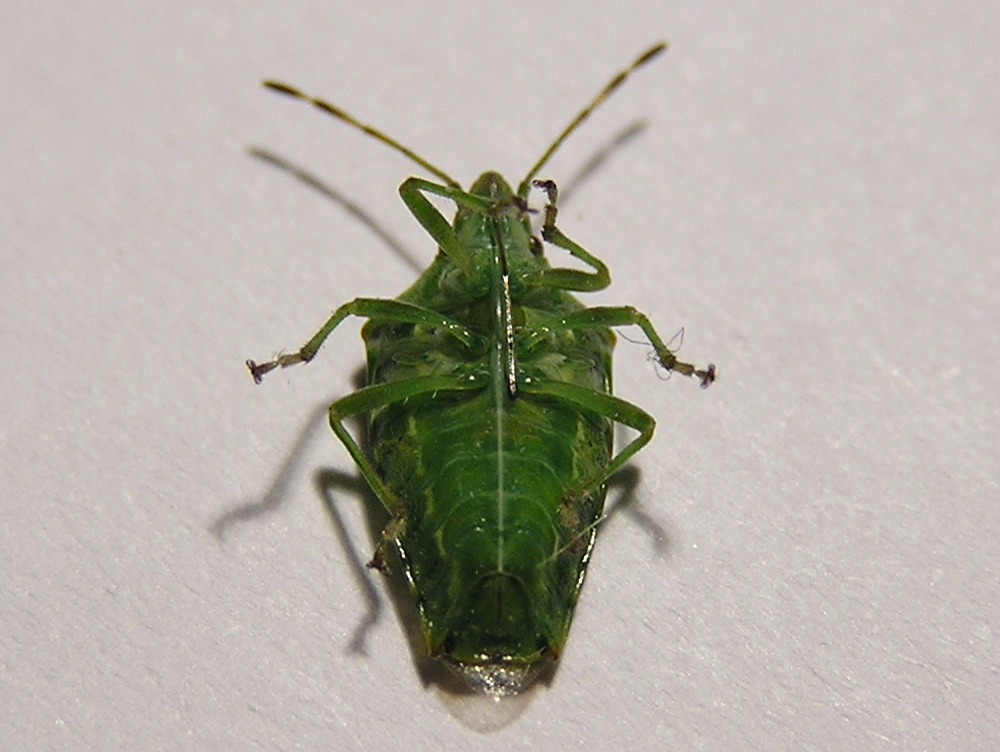
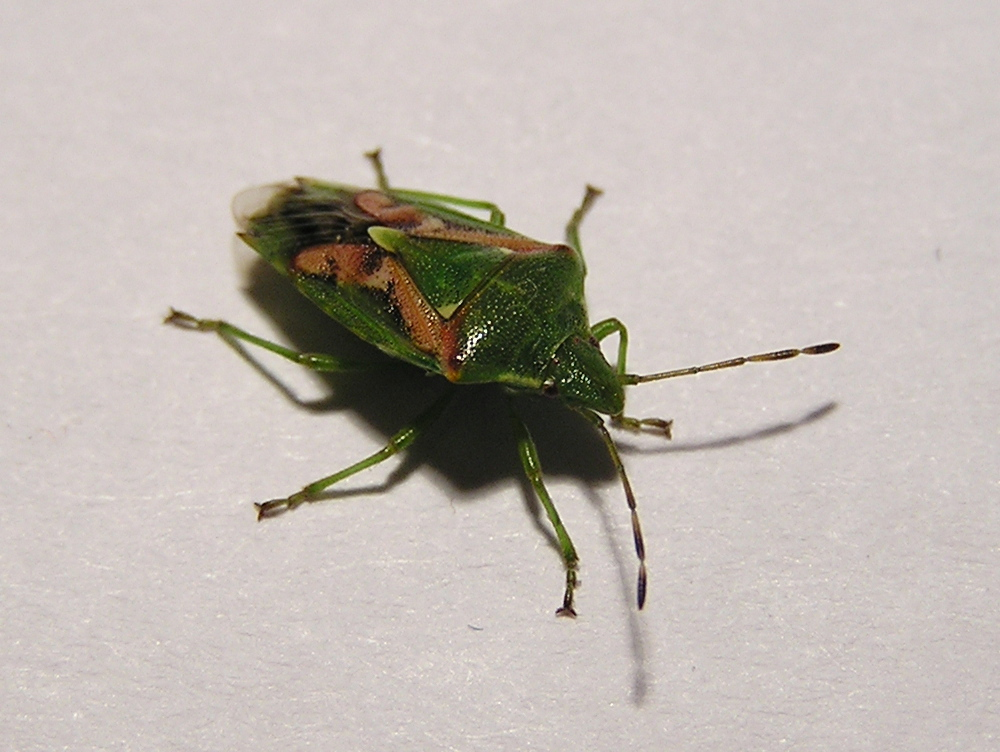
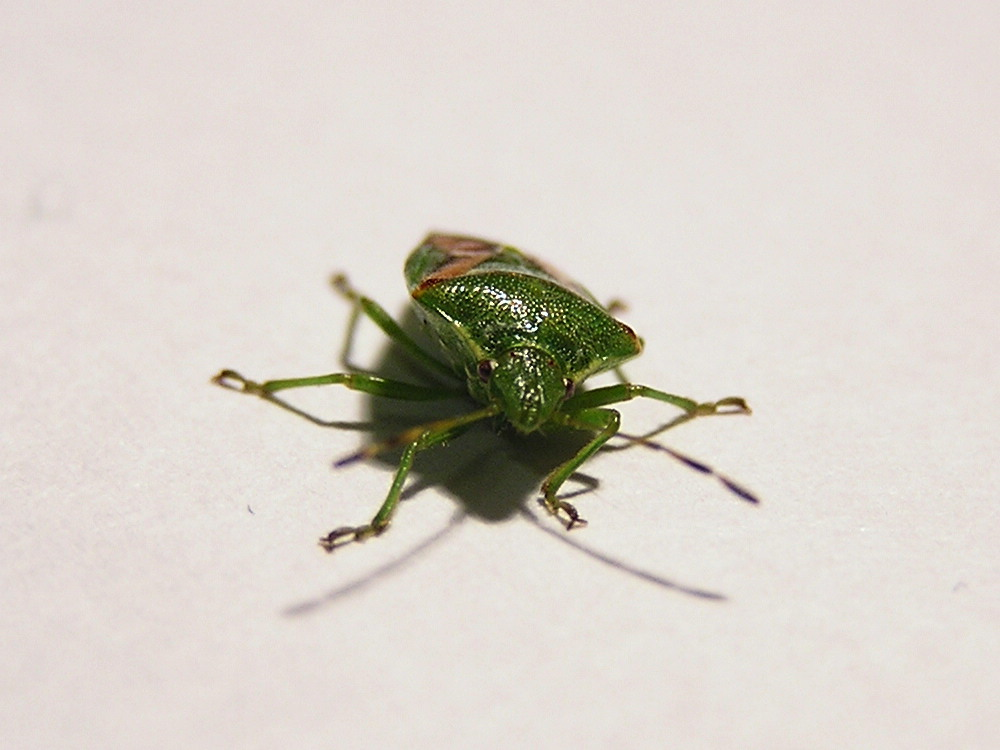
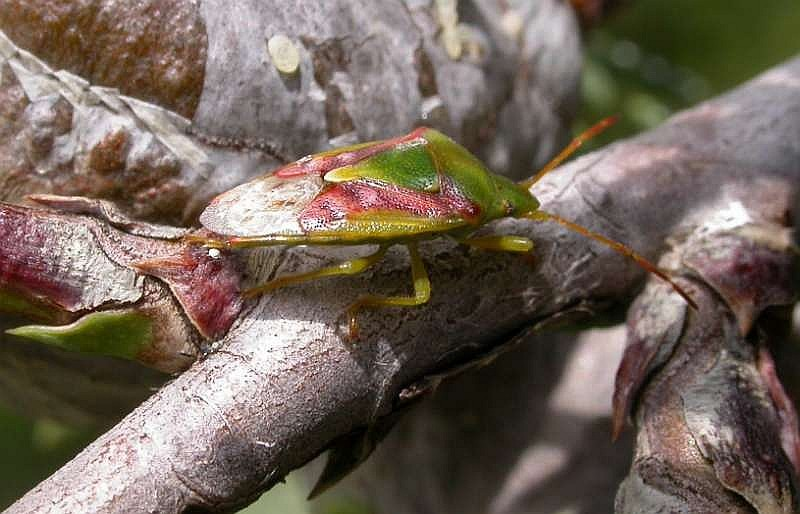
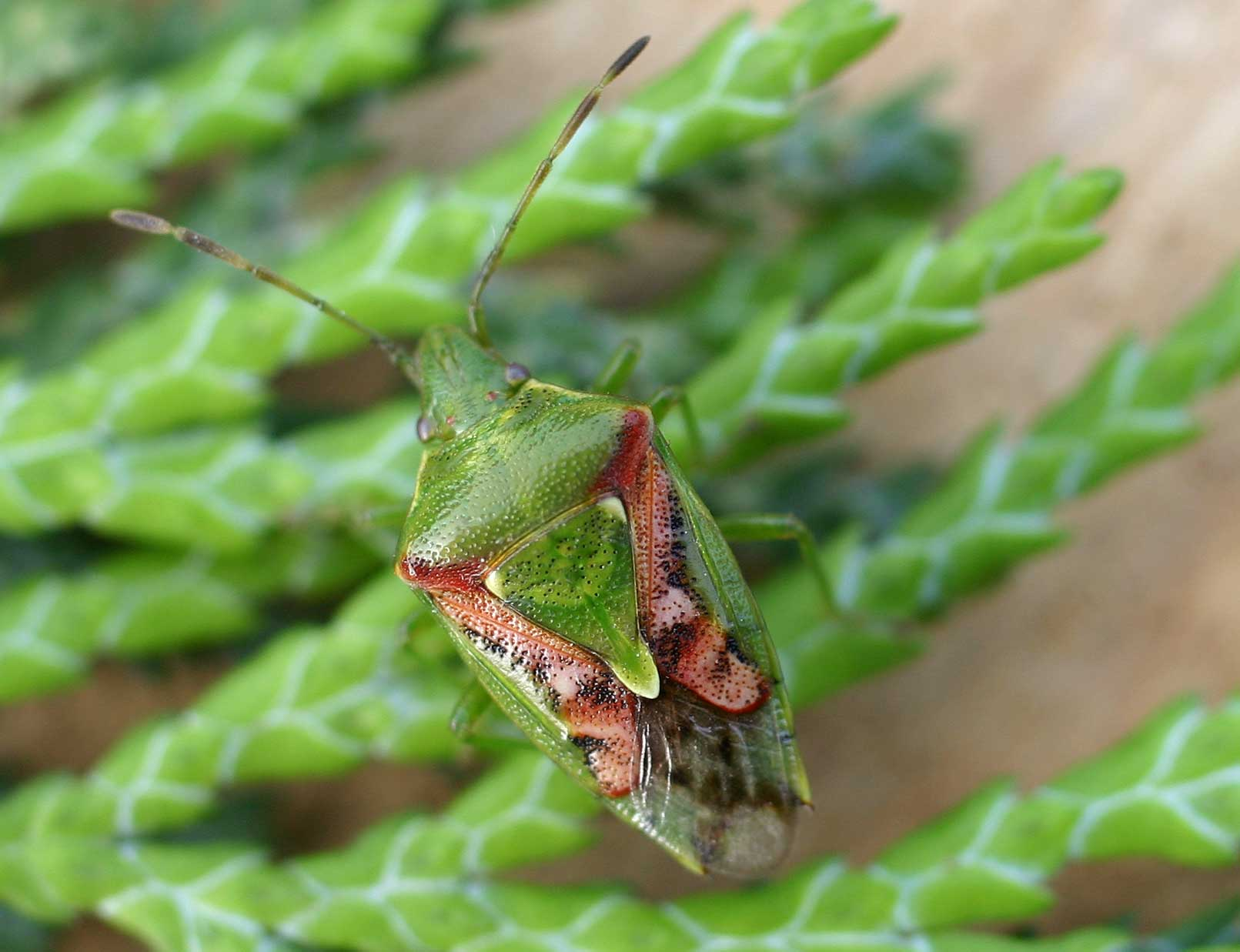